# Яковлевка (Кувандыкский район)
Яковлевка — упразднённая деревня в Кувандыкском районе Оренбургской области. На момент упразднения входила в состав сельского поселения Красносакмарский сельсовет. Исключена из учётных данных в 2005 году.

## География
Располагался на старице реки Сакмара, выше впадения в последнюю реки Бухарча, на расстоянии, примерно, 1,5 километра к северо-востоку от деревни Акбулатово.

## История
По некоторым сведениям основана в начале XX века.
По данным на 1939 год хутор Яковлевский входил в состав Акбулатовского сельсовета Кувандыкского района Чкаловской области. Хутор являлся отделением колхоза имени Ленина.
Постановление Законодательного Собрания Оренбургской области от 16 февраля 2005 года № 1927/316-III-ОЗ деревня исключена из учётных данных.

## Население
По переписи 2002 года в деревне отсутствовало постоянное население.